# Engines of Creation
| Críticas profissionais | Críticas profissionais |
| Avaliações da crítica  | Avaliações da crítica  |
| Fonte                  | Avaliação              |
| ---------------------- | ---------------------- |
| AllMusic               | [ 1 ]                  |

Engines of Creation é um álbum experimental lançado pelo guitarrista estadunidense Joe Satriani em 2000. Todas as canções do álbum, exceto "Until We Say Goodbye", foram gravadas usando somente guitarras  gravadas e mixadas não tradicionalmente em plataformas de computador, além de serem manipuladas digitalmente usando sintetizadores e software de computador. Satriani descreveu o álbum como "completamente techno".

## Receptividade Crítica
Steve Huey, do site "AllMusic.com" deu ao álbum três estrelas em cinco, chamando-o de "a maior mudança estilística que Satriani já fez" e "uma experiência corajosa e esporadicamente bem-sucedida". Ele sugeriu que fãs de longa data do material regular de Satriani podem ficar desapontados, assim como aqueles que não gostam de sons eletrônicos em música baseada em guitarra, mas elogiou o guitarrista por desafiar a si mesmo a "encontrar maneiras de extrair sons totalmente novos de sua guitarra", e que "suas melodias e temas principais raramente foram tão angulosos e fora de ordem, o que significa que explorar essa música realmente ajudou Satriani a atualizar e a re-imaginar seu som característico".

## Faixas
Todas as faixas foram compostas por Joe Satriani.
| N.º            | Título                          | Duração |  |
| 1.             | "Devil's Slide"                 | 5:10    |  |
| 2.             | "Flavor Crystal 7"              | 4:26    |  |
| 3.             | "Borg Sex"                      | 5:27    |  |
| 4.             | "Until We Say Goodbye"          | 4:31    |  |
| 5.             | "Attack"                        | 4:22    |  |
| 6.             | "Champagne?"                    | 6:04    |  |
| 7.             | "Clouds Race Across the Sky"    | 6:14    |  |
| 8.             | "The Power Cosmic 2000-Part I"  | 2:09    |  |
| 9.             | "The Power Cosmic 2000-Part II" | 4:23    |  |
| 10.            | "Slow and Easy"                 | 4:44    |  |
| 11.            | "Engines of Creation"           | 5:57    |  |
| Duração total: | Duração total:                  | 53:27   |  |

## Integrantes
- Joe Satriani - guitarra, teclado e programação
- Eric Caudieux - teclado, baixo, programação e edição
- Anton Fig – baterias
- Pat Thrall – baixo
- Enrique Gonzalez – assistente de engenharia
- Mike Pilar – assistente de engenharia
- Mike Fraser – mixing
- Howie Weinberg – masterização
- Kevin Shirley – produção

## Paradas Musicais

### Álbum
| Ano  | Ranking                       | Posição |
| ---- | ----------------------------- | ------- |
| 2000 | The Billboard 200             | #90     |
| 2000 | Billboard Top Internet Albums | #12     |
| 2000 | Schweizer Hitparade           | #86     |
| 2000 | SNEP                          | #37     |
| 2000 | Dutch Charts                  | #79     |

### Certificações
| Órgão Certificador | Vendas    |
| ------------------ | --------- |
| (RIAA)             | 111,851   |
| Mundo (IFPI)       | 1,000,000 |

## Prêmios e Indicações

### Músicas
| Ano  | Canção                 | Prêmio        | Indicação                          | Resultado |
| ---- | ---------------------- | ------------- | ---------------------------------- | --------- |
| 2001 | "Until We Say Goodbye" | Grammy Awards | Best Rock Instrumental Performance | Indicado  |

## Additional Creations
Additional Creations foi um EP que foi vendido junto com a tiragem inicial do CD Engines of Creation. Lançado em 2000, na discografia do Satriani, Additional Creations é o quarto EP.
Deste EP, destaca-se a faixa Turkey Man, inédita até então.

### Faixas
Todas as faixas foram compostas por Joe Satriani.
| N.º | Título                              | Duração |  |
| 1.  | "Borg Sex (Radio Mix)"              | 3:32    |  |
| 2.  | "Turkey Man"                        | 6:50    |  |
| 3.  | "Flavor Crystal 7 (Radio Mix)"      | 3:49    |  |
| 4.  | "Until We Say Goodbye (Techno Mix)" | 5:30    |  |